# Nowy Jaszcz
Nowy Jaszcz – kolonia kociewska w Polsce położona w województwie kujawsko-pomorskim, w powiecie świeckim, w gminie Osie w pobliżu trasy linii kolejowej Laskowice Pomorskie-Szlachta-Czersk (stacja kolejowa PKP "Kwiatki") i na obszarze Wdeckiego Parku Krajobrazowego.
W latach 1975–1998 miejscowość administracyjnie należała do województwa bydgoskiego.